# 岡崎・ラスク交換公文
岡崎・ラスク交換公文（おかざき・ラスクこうかんこうぶん）、あるいは日米行政協定に関する交換公文（にちべいぎょうせいきょうていにかんするこうかんこうぶん、英語: Exchanged Notes, Regarding Administrative Agreement under Article III of the Security Treaty between the United States of America and Japan）は、日米行政協定の署名と同日の1952年2月28日に、東京で岡崎勝男とディーン・ラスクによってとりかわされた、連合国による日本占領後の、連合軍が接収した基地の在日米軍の基地への引き継ぎに関する交換公文。

## 概要
連合国軍占領下の日本において、その実質的な主体であったアメリカ軍は旧日本軍の基地や民間施設などを接収し、米軍が利用する施設としていた。
日本国との平和条約と旧日米安全保障条約が発効すれば、日本は「独立」し、これらの連合軍利用施設を米軍などが利用できないことが想定された。
このため、これらの諸条約の署名後に交渉が開始された日米行政協定の署名の同日である1952年2月28日に、岡崎・ラスク交換公文が取り交わされた。これにより、条約と協定発効後の90日以内に、「占領に基く徴発」を根拠として占領中に米軍が利用していた施設及び区域について日米間で何ら合意がなされない限り、米軍が引き続き利用してよいと定められた。
条約と協定が1952年4月28日に発効したあと、日米合同委員会で1952年7月26日に基地に関する合意が作成されたが、このとき岡崎・ラスク交換公文の有効性が確認され、日本政府によるとこの対象となったのは五十箇所、あるいは五十一カ所である。

## 書誌情報
- 旬刊時の法令解説 臨時増刊 第54号 （1952年3月）doi:10.11501/1403201
- 新聞月鑑 第4巻第38号 （1952年3月）doi:10.11501/3556318
- 日米安全保障関係文書集 （1959年） 憲法調査会事務局　doi:10.11501/1345450